# Пойяк (аппелласьон)

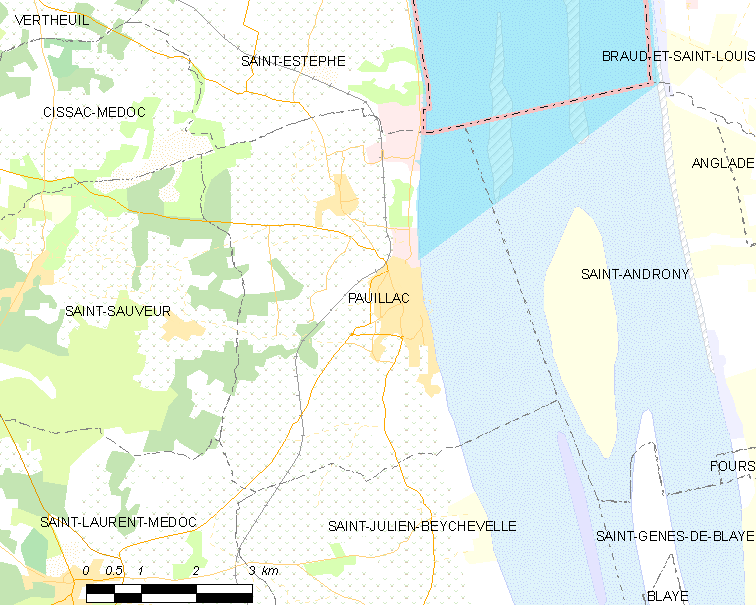
Пойяк и соседние коммуны

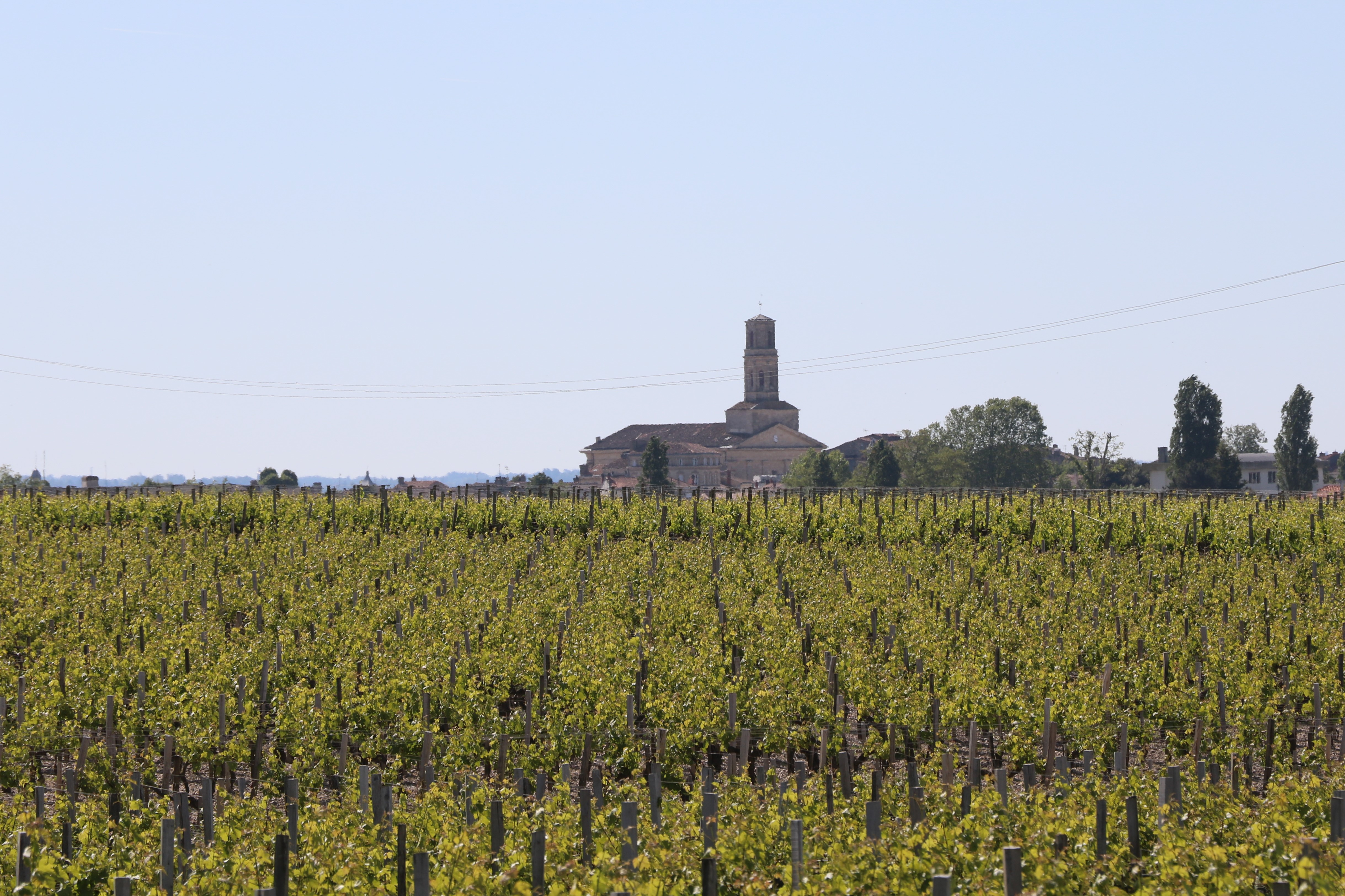
Виноградники в Пойяке

Пойяк (фр. Pauillac) — винодельческая французская коммуна, расположенная между коммунами Сент-Эстеф и Сен-Жюльен в аппеллясьоне Медок. Пойяк получил AOC в 1936 году.
Вина AOC Пойяк (Pauillac) производят из винограда, который выращен на территории коммуны, сгруппированной вокруг одноимённого городка-порта на берегу Жиронды, и на нескольких специально оговорённых участках соседних коммун: Сен-Жюльена (Saint-Julien), Сен-Савера (Saint-Saveur), Сиссака (Cissac) и Сент-Эстефа (Saint-Estèphe).
Площадь виноградников 1213 га (7,5 % всех виноградников Медока), годовой объём производства примерно в 7 200 000 бутылок красного вина
Сорта, разрешенные для использования в соответствии с законами апеласьона:
- Каберне-совиньон
- Каберне-фран
- Мерло
- Карменер
- Пти вердо
- Мальбек

## Климат и почвы
Рельеф коммуны представляет собой пологие холмы из мелкого гароннского гравия, смешанного с песком. Почвы скудные, но дают отличный дренаж, заставляющий лозу искать воду глубоко в земле и тем самым приносить насыщенный и сложный по вкусу и составу виноград.
Посредине, в районе деревушки Пибран (Pibran), холмы разделены полосой заболоченной местности.

## Винодельни
Всего в регионе 54 винодельни, 18 из которых были включены в классификацию 1855 года:
PREMIERS CRUS (первые шато) (3 из 5):
- Château Lafite-Rothschild
- Château Latour
- Château Mouton Rothschild

DEUXIÈMES CRUS (вторые шато) (2 из 14)
- Château Pichon-Longueville-Baron-de-Pichon
- Château Pichon-Longueville-Comtesse-de-Lalande

QUATRIÈMES CRUS (четвертые шато) (1 из 10)
- Château Duhart-Milon

CINQUIÈMES CRUS (пятые шато) (12 из 18)
- Château d’Armailhac
- Château Batailley
- Château Clerc-Milon
- Château Croizet-Bages
- Château Grand-Puy-Ducasse
- Château Grand-Puy-Lacoste
- Château Haut-Bages-Libéral
- Château Haut-Batailley
- Château Lynch-Bages
- Château Lynch-Moussas
- Château Pédesclaux
- Château Pontet-Canet